# Rechenschaft
Rechenschaft (englisch accountability) ist ein in vielen Fachgebieten unterschiedlich verwendeter Begriff, mit dem allgemein die Erklärung eines sozialen Akteurs über dessen vorausgegangenen Entscheidungen, Handlungen und Unterlassungen verstanden wird. 
Das mitteldeutsche „rechinschaft“ tauchte erstmals um 1401 auf und bedeutete so viel wie „Berechnung, Abrechnung“.
Martin Luther verwendete es in seiner Rechtfertigungslehre in den Disputationen zwischen dem 11. September 1535 und 1. Juni 1537, die sich auf den rechtfertigungstheologischen Zentralsatz aus Röm 3,28  als „Rechtfertigung des eigenen Handelns“ beziehen.
Wegen der heutigen Interdisziplinarität des Begriffes und der unterschiedlichen Ziele einzelner Fachgebiete gibt es für die Rechenschaft keinen einheitlichen Begriffsinhalt. Aus den unterschiedlichsten Definitionen lassen sich jedoch gemeinsame Attribute ableiten.
Dazu gehört die (verbale) Erklärung über ein (normabweichendes) Ereignis, die von einem sozialen Akteur einem anderen Akteur gegenüber abgegeben wird. Werden jedoch normabweichende Tatsachen in den Vordergrund gestellt, so gilt das Unterlassen (Nichtvornahme einer Entscheidung, die hätte getroffen werden müssen) als Ereignis.

## Recht
Das Bürgerliche Gesetzbuch (BGB) verwendet den Begriff der Rechenschaft mehrfach, bietet jedoch keine Legaldefinition. Das Reichsgericht (RG) war bereits im April 1910 der Auffassung, dass die Rechenschaftspflicht regelmäßig eine Folge der Besorgung fremder Angelegenheiten sei. Im Rahmen der Schuldverhältnisse werden die Ausdrücke „Rechnung legen“ und „Rechenschaft ablegen“ im Sinne des § 259 Abs. 1 BGB, je nachdem, ob es sich um eine noch laufende oder bereits abgeschlossene Verwaltung handelt, im Sinne einer umfassenden Rechenschaftspflicht verwendet.
Der Auftragnehmer muss auf Verlangen nicht nur Auskunft erteilen, sondern auch Rechenschaft ablegen (§ 666 BGB). Rechenschaft bedeutet hier, Auskunft darüber zu geben, was der Auftragnehmer getan oder unterlassen hat und wie er den Auftrag ausgeführt hat. Er hat für Auskunftszwecke die Einnahmen und Ausgaben zusammenzustellen und für Rechenschaftszwecke diese zu belegen, damit der Auftraggeber ihre Richtigkeit nachprüfen kann. Vormund, Betreuer und Pfleger (vgl. den Verweis in § 1908i Abs. 1 BGB, § 1915 BGB) haben dem Vormundschaftsgericht oder einem Gegenvormund (§ 1842 BGB) jährlich Rechenschaft abzulegen. Diese umfasst einen Bericht über die persönlichen Verhältnisse des Mündels (§ 1840 Abs. 1 BGB), eine Rechnungslegung über die Vermögensverwaltung (§ 1840 Abs. 2 bis 4 BGB) und die Rechnung des Betreuungsgerichts (§ 1843 Abs. 1 BGB). 
Nach § 131 Abs. 1 AktG ist jedem Aktionär auf Verlangen in der Hauptversammlung einer Aktiengesellschaft vom Vorstand Auskunft über Angelegenheiten der Gesellschaft zu geben, nach § 131 Abs. 2 AktG muss diese Auskunft den Grundsätzen einer gewissenhaften und getreuen Rechenschaft entsprechen. Nach Art. 21 Abs. 1 Grundgesetz müssen die Parteien „über die Herkunft und Verwendung ihrer Mittel sowie über ihr Vermögen öffentlich Rechenschaft geben“.

## Rechnungslegung
Die Rechenschaft dient den Jahresabschlussadressaten (Gläubiger, Ratingagenturen, Anteilseigner, Arbeitnehmer, Staat und bilanzierendes Unternehmen) zur Orientierung über die Vermögens-, Finanz- und Ertragslage des veröffentlichenden Unternehmens.
Eine der wesentlichen Funktionen des Jahresabschlusses und insbesondere des hierzu gehörenden Lageberichts ist seine Rechenschaftsfunktion, wonach das Unternehmen Rechenschaft über Geschäfte sowie über den Stand seines Vermögens und der Schulden im abgelaufenen Geschäftsjahr gibt. „Rechenschaft impliziert, dass der Jahresabschluss von mehr oder weniger willkürlichen bzw. intersubjektiv nicht nachprüfbaren Ansätzen und Bewertungen (…) frei bleibt“. § 264 Abs. 2 Satz 1 HGB wird als Anhaltspunkt für die Rechenschaft von Kapitalgesellschaften angesehen, während die Informationsfunktion als der Rechenschaftsfunktion immanent oder gar synonym betrachtet wird. Damit die Adressaten vom Bericht Kenntnis erlangen können, gibt es Veröffentlichungspflichten.
Eine Rechenschaft in Berichtsform ist auch der Rechenschaftsbericht. 

## Organisationslehre
Verantwortung beinhaltet in der Organisationslehre die Verpflichtung eines Stelleninhabers oder Funktionsträgers, über die ordnungsgemäße Erfüllung der seiner Stelle im Wege der Delegation übertragenen Aufgaben Rechenschaft abzulegen. Verantwortung ist untrennbar mit Rechenschaft verbunden, Rechenschaft ist mithin kommunizierte Verantwortung.
Aufgabenverantwortung ist die Verpflichtung des Aufgabenträgers, über die ordnungsgemäße Erfüllung der ihm übertragenen Aufgaben Rechenschaft ablegen zu müssen. Rechenschaft bedeutet hier, dass der Funktionsträger über seine Aufgabenwahrnehmung an seinen Vorgesetzten oder an andere berichten muss und bei Fehlern sich den dafür vorgesehenen Sanktionen zu unterwerfen hat. Das gilt auch für den Fall der Fremdverantwortung.

## Philosophie
In der Philosophie besteht die „Verantwortlichkeit als Ausdruck dialogischer Existenz des Menschen (…) darin, dass der Mensch für sich und sein Tun zur Rechenschaft gezogen werden kann“. Die retrospektive Verantwortung wird auch als Imputations-, Zurechnungs-, Rechtfertigungs- oder Rechenschaftsverantwortung bezeichnet, da Handlungen, Handlungsergebnisse oder mittelbare Handlungsfolgen einer Person zugerechnet (imputiert) werden.

## Religion
Der Christ ist am Jüngsten Tag (lateinisch „dies iudicii“) nicht nur verantwortlich für seine Taten, sondern muss selbst für seine Worte Rechenschaft ablegen: „Ich sage euch aber, dass die Menschen müssen Rechenschaft geben am Jüngsten Gericht von einem jeglichen unnützen Wort, das sie geredet haben“ (Mt 12,36 ), (Lk 16,2 ). Im Islam ist der Mensch für sein Verhalten allein verantwortlich und muss dafür am Jüngsten Tag Rechenschaft ablegen. Nicht zur Rechenschaft gezogen werden die Muslime für ein unbedachtes Wort im Eid, jedoch für mit Bedacht geschworene Worte. Auch im Hinblick auf die Rechenschaftspflicht bei unnützen Worten unterscheidet sich der Islam vom Christentum.